# Araneus diadematus soror
Araneus diadematus soror is een ondersoort van de kruisspin (Araneus diadematus). De ondersoort komt voor op Corsica. De spin is in 1874 wetenschappelijk beschreven.